# Център за изстрелване на спътници Дзиуцюен
Центърът за изстрелване на спътници Дзиуцюен (на опростен китайски: 酒泉卫星发射中心) е китайски космодрум в пустинята Гоби, Вътрешна Монголия на около 1600 км от Пекин. Центърът е открит през 1958 г., което го прави първият от трите китайски космодрума. Най-много изстрелвания на китайски ракети са направени именно от този център. Подобно на другите космодруми в Китай и този е затворен за посетители чужденци. Наименован е на най-близкия градски център Дзиуцюен, въпреки че Дзиуцюен е много близо до провинция Гансу.
От центъра се изстрелват основно ракети в ниско и средно високи орбити с голяма инклинация на ъгъла, както и за тестване на ракети със среден и голям обхват.
Център за изстрелване на спътници Дзиуцюен покрива територия от около 2800 км2 и може да приюти около 20 000 души. Оборудването и екипировката са правени по съветски образец и най-вероятно СССР е оказвал подкрепа на център Дзиуцюен в началото на 60-те години на 20 век. От този космодрум са изстреляни много успешни китайски полети и мисии включително и първият китайски изкуствен спътник Дун Фан Хун I през 1970 г. и тяхната първа пилотирана мисия Шънджоу 5 на 15 октомври 2003 г.